# Štramberk
Štramberk é uma cidade checa localizada na região de Morávia-Silésia, distrito de Nový Jičín.